# César 1996
Die 21. Verleihung der Césars fand am 3. Februar 1996 im Théâtre des Champs-Élysées in Paris statt. Präsident der Verleihung war der Schauspieler Philippe Noiret. Ausgestrahlt wurde die Verleihung, durch die Antoine de Caunes als Gastgeber führte, vom französischen Fernsehsender Canal+.
Mit elf Nominierungen war Claude Sautets Filmdrama Nelly & Monsieur Arnaud der meistnominierte Film des Abends, gefolgt von der zehnfach nominierten Milieustudie Hass von Mathieu Kassovitz, der ein Jahr zuvor zum besten Nachwuchsdarsteller gekürt worden war, und Jean-Paul Rappeneaus ebenfalls mit zehn Nominierungen bedachtem Historienfilm Der Husar auf dem Dach. Einen großen Gewinner gab es in diesem Jahr jedoch nicht; keiner der nominierten Filme kam über mehr als zwei Auszeichnungen hinaus. Während Sautet den Preis für die beste Regie erhielt und sich sein Hauptdarsteller Michel Serrault gegen Vincent Cassel, Alain Chabat, François Cluzet und Jean-Louis Trintignant durchsetzte, wurde Kassovitz’ zweite Regiearbeit Hass als bester Film und für den besten Schnitt ausgezeichnet. Der Husar auf dem Dach konnte wiederum zwei Preise für die beste Kamera und den besten Ton gewinnen. Die 13 weiteren Kategorien – bis auf die neue Kategorie Bester Produzent, die sich nicht auf eine bestimmte Produktion beschränkte – konnte jeweils ein anderer Film für sich entscheiden, sodass ungewöhnlich viele Filme, insgesamt 15, mit mindestens einem César prämiert wurden.
In der Kategorie Beste Hauptdarstellerin, in der Isabelle Huppert zum siebten Mal nominiert war, konnte sich diese mit ihrer Darbietung in Claude Chabrols Kriminaldrama Biester gegen Sabine Azéma, Emmanuelle Béart, Juliette Binoche und ihre Leinwandpartnerin Sandrine Bonnaire behaupten und ihren ersten César gewinnen. Annie Girardot wiederum konnte als beste Nebendarstellerin für ihre Rolle in Claude Lelouchs Victor-Hugo-Verfilmung Les Misérables ihren zweiten César nach 1977 entgegennehmen. Bester Nachwuchsdarsteller wurde schließlich Guillaume Depardieu bei seiner dritten Nominierung in dieser Kategorie. Virginie Ledoyen unterlag dagegen in der Kategorie Beste Nachwuchsdarstellerin das dritte Jahr in Folge der Konkurrenz, in diesem Fall Sandrine Kiberlain, die zum zweiten Mal für diesen Preis nominiert war. Mit den beiden Ehrenpreisen wurden in diesem Jahr die US-amerikanische Schauspielerin Lauren Bacall und der Regisseur Henri Verneuil ausgezeichnet.

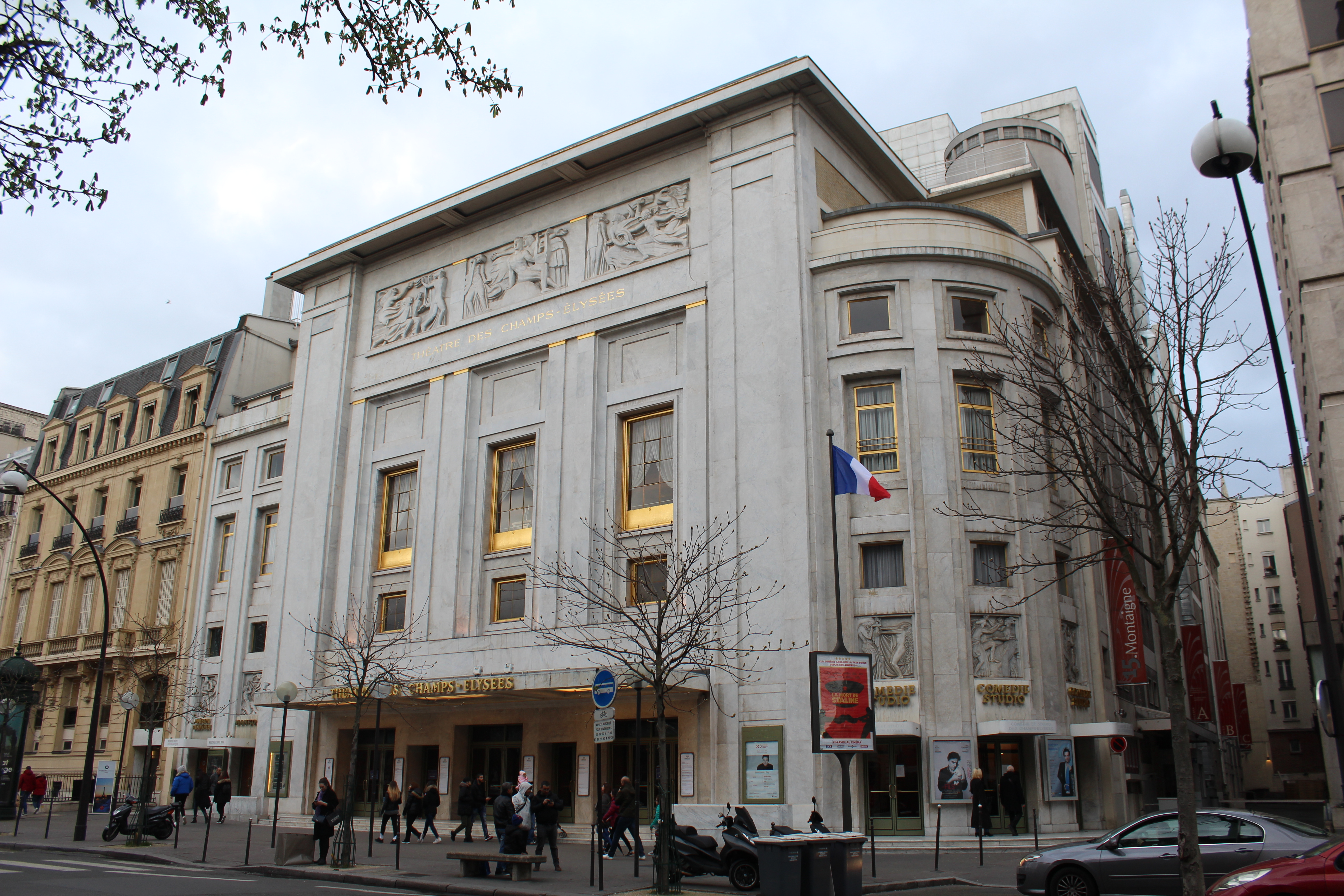
Das Théâtre des Champs-Élysées, der Veranstaltungsort der Verleihung

## Gewinner und Nominierungen

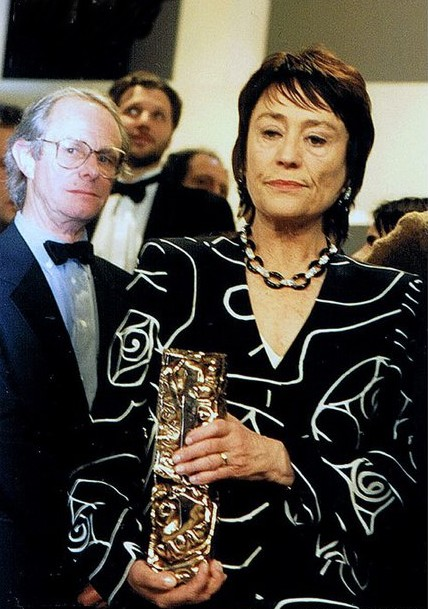
Annie Girardot, die beste Nebendarstellerin

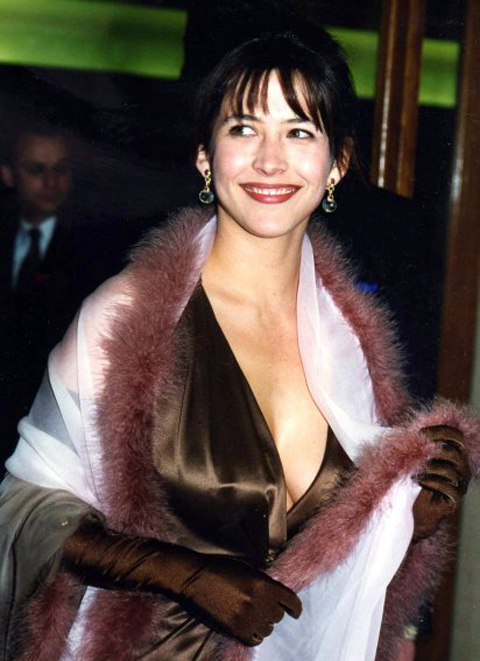
Sophie Marceau bei der César-Verleihung

| Statistik (Filme mit mehr als einer Nominierung) N=Nominierung; A=Auszeichnung |    |   |
| Film                                                                           | N  | A |
| Nelly & Monsieur Arnaud                                                        | 11 | 2 |
| Hass                                                                           | 10 | 2 |
| Der Husar auf dem Dach                                                         | 10 | 2 |
| Biester                                                                        | 7  | 1 |
| Das Glück liegt in der Wiese                                                   | 6  | 1 |
| Eine Frau für Zwei                                                             | 5  | 1 |
| Die Stadt der verlorenen Kinder                                                | 4  | 1 |
| Elisa                                                                          | 3  | 1 |
| Die Anfänger                                                                   | 2  | 1 |
| Haben (oder nicht)                                                             | 2  | 1 |
| Madame Butterfly                                                               | 2  | 1 |
| Der Lockvogel                                                                  | 2  | 0 |

### Bester Film (Meilleur film)
Hass (La Haine) – Regie: Mathieu Kassovitz
- Das Glück liegt in der Wiese (Le Bonheur est dans le pré) – Regie: Étienne Chatiliez
- Biester (La Cérémonie) – Regie: Claude Chabrol
- Eine Frau für Zwei (Gazon maudit) – Regie: Josiane Balasko
- Der Husar auf dem Dach (Le Hussard sur le toit) – Regie: Jean-Paul Rappeneau
- Nelly & Monsieur Arnaud (Nelly et Monsieur Arnaud) – Regie: Claude Sautet

### Beste Regie (Meilleur réalisateur)
Claude Sautet – Nelly & Monsieur Arnaud (Nelly et Monsieur Arnaud)
- Josiane Balasko – Eine Frau für Zwei (Gazon maudit)
- Claude Chabrol – Biester (La Cérémonie)
- Étienne Chatiliez – Das Glück liegt in der Wiese (Le Bonheur est dans le pré)
- Mathieu Kassovitz – Hass (La Haine)
- Jean-Paul Rappeneau – Der Husar auf dem Dach (Le Hussard sur le toit)

### Bester Hauptdarsteller (Meilleur acteur)
Michel Serrault – Nelly & Monsieur Arnaud (Nelly et Monsieur Arnaud)
- Vincent Cassel – Hass (La Haine)
- Alain Chabat – Eine Frau für Zwei (Gazon maudit)
- François Cluzet – Die Anfänger (Les Apprentis)
- Jean-Louis Trintignant – Fiesta

### Beste Hauptdarstellerin (Meilleure actrice)
Isabelle Huppert – Biester (La Cérémonie)
- Sabine Azéma – Das Glück liegt in der Wiese (Le Bonheur est dans le pré)
- Emmanuelle Béart – Nelly & Monsieur Arnaud (Nelly et Monsieur Arnaud)
- Juliette Binoche – Der Husar auf dem Dach (Le Hussard sur le toit)
- Sandrine Bonnaire – Biester (La Cérémonie)

### Bester Nebendarsteller (Meilleur acteur dans un second rôle)
Eddy Mitchell – Das Glück liegt in der Wiese (Le Bonheur est dans le pré)
- Jean-Hugues Anglade – Nelly & Monsieur Arnaud (Nelly et Monsieur Arnaud)
- Jean-Pierre Cassel – Biester (La Cérémonie)
- Ticky Holgado – Eine Frau für Zwei (Gazon maudit)
- Michael Lonsdale – Nelly & Monsieur Arnaud (Nelly et Monsieur Arnaud)

### Beste Nebendarstellerin (Meilleure actrice dans un second rôle)
Annie Girardot – Les Misérables
- Jacqueline Bisset – Biester (La Cérémonie)
- Clotilde Courau – Elisa (Élisa)
- Carmen Maura – Das Glück liegt in der Wiese (Le Bonheur est dans le pré)
- Claire Nadeau – Nelly & Monsieur Arnaud (Nelly et Monsieur Arnaud)

### Bester Nachwuchsdarsteller (Meilleur jeune espoir masculin)
Guillaume Depardieu – Die Anfänger (Les Apprentis)
- Vincent Cassel – Hass (La Haine)
- Hubert Koundé – Hass (La Haine)
- Olivier Sitruk – Der Lockvogel (L’Appât)
- Saïd Taghmaoui – Hass (La Haine)

### Beste Nachwuchsdarstellerin (Meilleur jeune espoir féminin)
Sandrine Kiberlain – Haben (oder nicht) (En avoir (ou pas))
- Isabelle Carré – Der Husar auf dem Dach (Le Hussard sur le toit)
- Clotilde Courau – Elisa (Élisa)
- Marie Gillain – Der Lockvogel (L’Appât)
- Virginie Ledoyen – Das einsame Mädchen (La fille seule)

### Bestes Erstlingswerk (Meilleur premier film)
Alles kein Problem! (Les trois frères) – Regie: Didier Bourdon und Bernard Campan
- Haben (oder nicht) (En avoir (ou pas)) – Regie: Laetitia Masson
- Pigalle – Regie: Karim Dridi
- Rosine – Regie: Christine Carrière
- Wutentbrannt (Etat des lieux) – Regie: Jean-François Richet und Patrick Dell’Isola

### Bester Produzent (Meilleur producteur)
Christophe Rossignon
- Alain Sarde
- Alain Terzian
- Charles Gassot
- Claude Berri

### Bestes Drehbuch (Meilleur scénario original ou adaptation)
Telsche Boorman und Josiane Balasko – Eine Frau für Zwei (Gazon maudit)
- Claude Chabrol und Caroline Eliacheff – Biester (La Cérémonie)
- Mathieu Kassovitz – Hass (La Haine)
- Florence Quentin – Das Glück liegt in der Wiese (Le Bonheur est dans le pré)
- Claude Sautet und Jacques Fieschi – Nelly & Monsieur Arnaud (Nelly et Monsieur Arnaud)

### Beste Filmmusik (Meilleure musique écrite pour un film)
Michel Colombier, Serge Gainsbourg und Zbigniew Preisner – Elisa (Élisa)
- Angelo Badalamenti – Die Stadt der verlorenen Kinder (La Cité des enfants perdus)
- Philippe Sarde – Nelly & Monsieur Arnaud (Nelly et Monsieur Arnaud)
- Jean-Claude Petit – Der Husar auf dem Dach (Le Hussard sur le toit)

### Bestes Szenenbild (Meilleurs décors)
Jean Rabasse – Die Stadt der verlorenen Kinder (La Cité des enfants perdus)
- Jacques Rouxel, Ezio Frigerio und Christian Marti – Der Husar auf dem Dach (Le Hussard sur le toit)
- Michèle Abbé-Vannier – Madame Butterfly

### Beste Kostüme (Meilleurs costumes)
Christian Gasc – Madame Butterfly
- Jean Paul Gaultier – Die Stadt der verlorenen Kinder (La Cité des enfants perdus)
- Franca Squarciapino – Der Husar auf dem Dach (Le Hussard sur le toit)

### Beste Kamera (Meilleure photographie)
Thierry Arbogast – Der Husar auf dem Dach (Le Hussard sur le toit)
- Pierre Aïm – Hass (La Haine)
- Darius Khondji – Die Stadt der verlorenen Kinder (La Cité des enfants perdus)

### Bester Ton (Meilleur son)
Pierre Gamet, Dominique Hennequin und Jean Goudier – Der Husar auf dem Dach (Le Hussard sur le toit)
- Dominique Dalmasso und Vincent Tulli – Hass (La Haine)
- Pierre Lenoir und Jean-Paul Loublier – Nelly & Monsieur Arnaud (Nelly et Monsieur Arnaud)

### Bester Schnitt (Meilleur montage)
Scott Stevenson und Mathieu Kassovitz – Hass (La Haine)
- Noëlle Boisson – Der Husar auf dem Dach (Le Hussard sur le toit)
- Jacqueline Thiédot – Nelly & Monsieur Arnaud (Nelly et Monsieur Arnaud)

### Bester Kurzfilm (Meilleur court métrage)
Der Mönch und der Fisch (Le Moine et le Poisson) – Regie: Michael Dudok de Wit
- Corps inflammables – Regie: Jacques Maillot
- Roland – Regie: Lucien Dirat
- Le Bus – Regie: Jean-Luc Gaget

### Bester ausländischer Film (Meilleur film étranger)
Land and Freedom, Großbritannien/Spanien/Deutschland/Italien – Regie: Ken Loach
- Die Brücken am Fluß (The Bridges of Madison County), USA – Regie: Clint Eastwood
- Smoke, Deutschland/USA/Japan – Regie: Wayne Wang und Paul Auster
- Underground, Frankreich/Jugoslawien/Deutschland/Ungarn – Regie: Emir Kusturica
- Die üblichen Verdächtigen (The Usual Suspects), USA – Regie: Bryan Singer

## Ehrenpreis (César d’honneur)
- Lauren Bacall, US-amerikanische Schauspielerin
- Henri Verneuil, französischer Regisseur und Drehbuchautor